# Kainan-Bucht
Die Kainan-Bucht ist ein Eishafen am Nordrand des Ross-Schelfeises 59 km nordöstlich des nordwestlichen Endes der Roosevelt-Insel und 50 km nordöstlich der Bucht der Wale.
Entdeckt wurde sie im Januar 1902 von Teilnehmern der Discovery-Expedition (1901–1904) unter der Leitung des britischen Polarforschers Robert Falcon Scott. Benannt wurde sie im Rahmen der von Shirase Nobu geleiteten Ersten Japanischen Antarktisexpedition (1910–1912), die hier eine Anlandung auf dem Ross-Schelfeis wagte. Namensgeber der Bucht ist das Expeditionsschiff Kainan Maru. Im Rahmen der ersten Operation Deep Freeze (1955–1956) wurde hier die Station Little America V errichtet.